# Slovenske literarne poti
Seznam slovenskih literarnih poti vsebuje pohodniške, poimenovane po slovenskih književnikih, pa tudi take za obisk s kolesi ali z motornimi vozili. Posebno poglavje so literarne poti, ki vodijo po dogajališčih literarnih del.
- Baragova pohodna pot
- Cankarjeva literarna pot
- Čez goro k očetu (po Prežihovi poti)
- Po poteh Cankarjeve matere
- Pohod po Godinovih poteh
- Gradnikova učna pot
- Gregorčičeva spominska pot
- Gregorčičeva učna pot
- Guzajeva pot
- Pot Jeprškega učitelja (Kranj–Medvode)
- Jurčičeva pot
- Kettejeva pot
- Kettejev drevored (Novo mesto)
- Korenine jezika (jezikoslovna učna pot Krško (Bohorič, Dalmatin, Valvasor), Pišece (Pleteršnik) in Mostec (Toporišič))[2]
- Kosmačeva učna pot
- Kosovelova pot
- Krpanova pot (Bloke)
- Literarne poti Ljubljane [3]
- Velika Krpanova pot
- Pot kulturne dediščine (Čop, Prešeren, Finžgar, Jalen, Janša)
- Levstikova pot oz. Popotovanje iz Litije do Čateža
- Magajnova krožna pot na Vremščico
- Meškova pot
- Pesniška pot pod Repentabrom
- Po Minattijevih stopinjah
- Pot Ivana Potrča in Matija Murka
- Pot Slakove in Pavčkove mladosti (Mirna Peč)
- Po Prešernovi poti (Grosuplje-Kopanj) zemljevid Arhivirano 2016-03-15 na Wayback Machine.
- Prežihova pot
- Rilkejeva pot
- Slomškova romarska pot
- Slovenska pisateljska pot
- Sovretova pot (Hrastnik/Dol - Šavna Peč)
- Po stopinjah Valentina Staniča
- Tončkova pot (učna pot Antona Bezenška)
- Trdinova pot
- Trubarjeva pot
- Velikolaška kulturna pot (Levstik, Stritar, Trubar)
- Vilharjeva učna pot
- Župančičeva pot